# ساقی بیگ
ساقی بیگ، روستایی از توابع بخش سرولایت شهرستان نیشابور در استان خراسان رضوی ایران است؛ دارای شش چشمه عمومی. مهم‌ترین چشمه‌های این روستا عبارتند از: تیر، بتکده (بتگه)، میرقنبر (مقرّم)، کنار چشمه، اُورتا چشمه و هوید است.
یک امامزاده به نام امامزاده حسن ابن علی ابن الحسین (ع).
شغل اصلی افراد روستا دامداری و کشاورزی است. کشت عمومی در این روستا گندم و جو و یونجه می‌باشد.
این روستا دارای دو مسجد به نام مسجد حیدری و مسجد جامع است. این روستا دارای امکانات آب، برق، گاز، تلفن ثابت، دکل تلفن همراه و اینترنت همراه 3G و 4G می‌باشد.

## جمعیت
این روستا در دهستان سرولایت قرار دارد و براساس سرشماری مرکز آمار ایران در سال۱۳۹۳، جمعیت آن ۷۱۹ نفر (۲۱۴خانوار) بوده‌است.
و براساس سرشماری مرکز آمار ایران در سال ۱۳۹۵، جمعیت آن ۴۹۲ نفر (۱۹۱خانوار) بوده که شامل ۲۱۷ نفر مرد و ۲۷۵ نفر زن می‌باشد.

## غذا

### کله گوشت
ارد پونه زردچوبه گردو ماست خیکی

### اشکنه غره قروت
پیاز ارد زردچوبه رشته سرخ شده سیب زمینی نگینی غره قروت تخم مرغ

### گوجه جوش
پیاز روغن ارد زرد چوبه گوجه رشته سیب زمینی

### کچن
روغن دنبه روغن زرد آب آرد